# Sadove, Arbuzînka
Sadove (în ucraineană Садове) este localitatea de reședință a comunei Sadove din raionul Arbuzînka, regiunea Mîkolaiiv, Ucraina.

## Demografie
Componența lingvistică a localității Sadove
     Ucraineană (94,31%)
     Rusă (3,65%)
     Română (1,6%)
     Alte limbi (0,29%)
Conform recensământului din 2001, majoritatea populației localității Sadove era vorbitoare de ucraineană (94,31%), existând în minoritate și vorbitori de rusă (3,65%) și română (1,6%).